# Chetryrus raffrayi
Chetryrus raffrayi là một loài bọ cánh cứng trong họ Endomychidae. Loài này được Gorham miêu tả khoa học năm 1885.